# 転向 (気象)
転向（てんこう）とは西寄りに進んでいた台風が東寄りまたは北寄りに進路を変えることである。

## 概要
台風は大まかに見れば北上し、夏季には取り分け顕著に太平洋（小笠原）高気圧の周囲に沿って移動するものが多い。
低緯度で発生した台風および熱帯低気圧は太平洋（小笠原）高気圧の南に位置しており、その付近には貿易風が吹いている。
この貿易風により台風は西寄りに進みながら少しずつ北上する。
そして、一定の緯度にくると今度は高気圧の西の縁に位置し、縁に沿うように進行方向を変えて北上する。
そこでは偏西風が吹いており、台風はこの風に乗って東寄りに進路をとるようになる。
これを台風の転向といい、この進路が変わる地点を転向点という。
なお、転向点付近ではほとんど停滞することがあり、付近では長く留まる台風のために甚大な被害が出ることもある。
しかし、転向後の台風は貿易風より偏西風のほうが速度が大きいことから、転向前より移動速度を上げるものが多数。ごく稀に時速100kmにも達する台風もある。